# Стефан Душан
Стефан Урош IV Душан Немањић (Душан Немањић; око 1308 или март 1312 — Призрен, 20. децембар 1355), у народном предању познат као Душан Силни, био је последњи средњовековни српски краљ и први српски цар из династије Немањића. Имао је титулу краља од 1331. до 1346. године, а затим је постао и први крунисани цар српске државе, (автократор, грч. Αυτοκράτορας), када га је на Васкрс 16. априла 1346. године крунисао први српски патријарх Јоаникије II. Душан је владао над новонасталим Српским царством више од 9 година до своје смрти 20. децембра 1355. године. Цар Душан је описан као енергичан владар, јаког карактера и темперамента, зато се често у изворима и литератури јавља и под именом „Душан Силни”.
Рођен је око 1308. године, или 1312. године од оца Стефана Уроша III Дечанског и мајке Теодоре Смилец. Душанов деда по оцу је српски краљ Стефан Милутин, а по мајци бугарски цар Смилец.
Као дечак је заједно са својим наводно ослепљеним оцем Урошем III, мајком и млађим братом Душицом изгнан у Цариград, највероватније 1314. године. То је била казна за младог краља Стефана Уроша III Дечанског, који се побунио против оца и покушао да му отме власт, али га је краљ Милутин победио, ослепео и послао га заједно са његовом породицом у византијску престоницу Цариград. Крајем 1320. године, или почетком 1321. године Стефану Урошу III Дечанском је било дозвољено да се врати у Краљевину Србију. Млади Душан је остао на двору свог деде Милутина, али у октобру 1321. године, краљ Милутин је умро. После неколико месеци борбе за власт — на српски престо дошао је краљ Стефан Урош III, Душанов отац, коме се изненада „повратио” вид. Урошу III је крунисан за краља 6. јануара 1322. године, а истовремено Душан је крунисан за наследника престола, младог краља. Када је напунио четрнаест година, вероватно 1326. године Душану је додељена на управу Зета.
Млади краљ Душан је водио и војску Немањића 1328/1329. године која је поразила босанског бана Стефана II (IV) Котроманића. У том боју Душан и његова војска су можда убили два коња која је јахао босански бан. После тога, Душан је учествовао у бици код Велбужда 28. јула 1330. године, где је српска војска поразила бугарску и убила њиховог цара. У тој бици Душан се показао као изузетан ратник и командант, и вероватно је још ту задобио симпатије војске и властеле.
Почетком 1331. године, односи Душана и његовог оца краља Стефана Дечанског су прилично захладнели. Краљ Стефан Урош III је вероватно на наговор своје друге супруге, краљице Марије Палеолог, размишљао да уместо Душана за наследника прогласи свог другог сина Симеона Синишу. Уз подршку властеле која је желела веће освајачке походе, Душан се побунио против оца — свргнуо га са власти у августу 1331. године, и потом утамничио. Душан је крунисан за краља 8. септембар 1331. године у двору Сврчин. Стефан Урош III Дечански је умро у тамници, али разлог смрти никада није био у потпуности откривен. Постоји неколико теорија о томе: неки извори тврде да је Дечански умро природном смрћу, док други наговештавају на то да је Душан наредио да се Дечански убије — што би могао да буде један од разлога зашто Душан није проглашен за светитеља.
У току своје владавине, Душан ће освојити многа подручја и градове. Учествовао је током првог византијског грађанског рата на страни Јована Кантакузина, такође је и тада проширио своје територије. У време тих успешних освајања Душан се крунисао цара у Скопљу, на Ускрс 16. априла 1346. године.Његова царска титула била је цар Срба и Грка (Βασιλέως και αυτοκράτορας Σερβίας και Ρωμανίας). Дешава се други грађански рат у Византији током којег је Стефан Душан активно учествовао и био у савезу са Јованом V Палеологом, током тог рата је заузео Епир и Тесалију. Освајања је морао прекинути због напада из Босне и кренути са царском војском на запад стигавши до главног града Бобовца, али због изненадног напада Византије, морао је да напусти Босну. Током владавине је неколико пута улазио у сукобе са Угарима, од којих је заузео Мачву. За време његовог живота Српска држава постаје најјача војна сила на Балкану. Душан је чак и предвидео опасност од Турака.
Душан се оженио 1332. године бугарском принцезом Јеленом, са којом је добио јединог сина Уроша, а неки извори сматрају да су имали и ћерку. После смрти цара Душана 1355. године, царски трон наслеђује његов син Урош, званично цар Стефан Урош V.
Године 1349. објавио је веома важан документ, који се зове Закон благовернога цара Стефана, у науци познатији под именом Душанов законик, а писан је на српскословенском језику.
Душанова царска круна се данас налази у Цетињском манастиру, у Црној Гори. Цар Душан је такође познат по томе што је саградио Манастир Светих архангела код Призрена, где је и био сахрањен све до 1927. године, када је његово тело пренето у Цркву Светог Марка у Београду. Завршио је такође и задужбину свог оца Манастир Високи Дечани.
Душан Немањић важи за најуспешнијег српског средњовековног владара, као и за једног од најистакнутијих владара српских народности уопште. Био је храбар, смео, амбициозан и истрајан до краја у својим намерама, али је рана смрт у 47. години живота ставила тачку на његове планове. У Србији носи статус националног хероја и неустрашивог, интелигентног војсковође. Душан се сматра за хероја међу данашњим Србима и ужива њихово велико поштовање.

## Рођење и детињство
Душан је рођен као први син у браку српског "младог краља" Стефана Уроша III и "краљице Теодоре", кћерке бугарског цара Смилца. Обично се мисли да је Душан рођен око 1308. године. Извор за ту замисао је писање једног византијског писца (Нићифор Григора) да је Душан у време збацивања Стефана Уроша III са власти 1331. имао пуне 22 године. Насупрот једном византијском извору, постоји неколико српских извора (Копорињски и неколико других летописа) са записима у којима пише да је Душан рођен 6820. године од стварања света, а то је између 1. септембра 1311. и 31. августа 1312. године према нашем начину рачунања времена. Записници са седница већа Дубровника индиректно потврђују писање да је Душан рођен између 1. септембра 1311. и 31. августа 1312. године, односно вероватно у првим месецима 1312. године. Према енциклопедији Галици рођен је у Скадру.
Када је краљ Стефан Урош II Милутин угушио побуну крајем 1313. године, или у 1314. години и наредио је да побуњени млади краљ Стефан Урош III Дечански буде ослепљен у Скопљу. У средњем веку је постојало веровање да слеп човек не може да води државу па се ослепљивање често користило да се онемогући некоме да дође на власт. После делимичног ослепљења, Стефан Урош III је са женом и двоје деце Душицом и Душаном протеран на византијски двор код Милутиновог таста цара Андроника II Палеолога у Цариград.
После пет година боравка у Цариграду умро је млађи Душанов брат. Душан је тако растао у Цариграду, који је у то време био највеће грчко и европско градско и културно средиште, примајући неизбрисиве утиске. Ти утисци и близина царског двора могли су у дечаку Душану покренути маштања о царској круни и царству које је после српски владар Стефан Урош IV Душан Силни покушао оживотворити. Породица Стефана Уроша III је у прогонству остала 7 година.
Сам краљ Милутин распитивао се за сина, а представници Православне цркве подржавали су писма са молбама Уроша III да му се допусти повратак и најраније крајем 1320. године, или вероватније почетком 1321. краљ Милутин дозволио је да се Урош III врати из прогонства у Србију. Према Григорију Цамблаку, после повратку у Србију, Урош III је боравио у Зети, а предао је сина Душана деду краљу Милутину. Душан је можда био некакав талац што је била честа пракса у средњем веку, али према Ферјанчићу и Ћирковићу можда је просто задржан да се на владаревом двору „припрема за каснији живот, као што се чинило са синовима властеле“. После Милутинове смрти (29. октобра 1321), Стефан Урош III, уз помоћ цркве и архиепископа Данила крунисан је на сабору, руком архиепископа Никодима за краља 6. јануара 1322. године, а истовремено његов син Душан је крунисан за младог краља.

## Млади краљ
Душан је крунисан за „младог краља“ 6. јануара 1322. године. После крунисања је умрла Душанова мајка краљица Теодора и сахрањена је у Бањској, задужбини краља Милутина, а краљ Урош III је постао удовац и 1323. године преговарао је да се ожени ћерком Филипа Тарентског из Јужне Италије, али преговори су прекинути јер Стефан Дечански није хтео да прихвати католицизам и папску јурисдикцију.
Као „млади краљ“, који управља Зетом и Захумљем, Душан се појављује у писаним изворима први пут у априлу 1326. године, а из извора изгледа да је Душан добио управну над тим областима крајем марта, или у априлу 1326. године, то јест да је тада имао пуних 14. година. Када је добио на управу Зету и Захумље млади краљ Душан се оспособљавао да влада и води војску у биткама. Имао је двор „под Скадром на обали реке Дримца“. Рушевине су касније спомињане као царски двор (corte del imperador). Велики утицај на његовом двору и у управи његовом облашћу вршили су вероватно краљеви поуздани службеници који су послати на двор младог краља. Мало зна о службама на двору војводе Младена, војводе Војина и челника Ђураша, који се помињу на двору младог краља Душана. Млади краљеви су издавали повеље о поседима на својим територијама о чему говори садржај две повеље издате Врањинском манастиру (на острву у Скадарском језеру). Исто можда потврђује и један натпис „... млади краљ” на печату једне повеља коју је Душан издао Дубровнику, истина као краљ, али је оверио повељу његовим печатом из времена када је био млади краљ.
На територији младог краља се могу издвојити три целине. Главна је била „Зета са градовима“, која је била доста урбанизована са економски неједнаким градовима Котором, Будвом, Улцињем, Баром и Скадаром. Душан је владао градовима на обали, али посредно, јер су се на челу града налазили кнезови, које је сам владар бирао и давао им одређену аутономију. У језгру Зете, у долинама реке Мораче, налазила се тврђава Медун и трговачко насеље Подгорица. Посредна је била власт младог краља и на сточарима Власима и Арбанасима, који су населили област изнад Скадарског језера и планине које окружују и Метохију. Друга целина под влашћу младог краља је била Травунија са Требињем, а трећа целина је било Захумље (Хум).

### Напади из Босне и Дубровника
После смрти краља Милутина, од краља Уроша III одметнули су се Бранивојевићи, који су управљали подручјем Стона, Пељешца и ушћа Неретве, али у пролеће 1326. против Бранивојевића рат су повели Дубровник и бан Степан II (IV). У априлу 1326. почео је напад дубровачких бродова против четворице браће Бранивојевића, а већ 10. априла један од њих, Брајко Бранивојевић, је заробљен са његовом женом. Брајко је после убијен у тамници у Дубровнику.
У време напада Босне и Дубровника на југозападни део Захумља (Хума) појављује се у писаним изворима као млади краљ Душан. У Дубровнику се 17. априла 1326. године у Великом већу расправљало о писму у коме је Душан тражио да обуставе нападе на „његовог човека“, једног од Бранивојевића. Дубровчани су знали да су Бранивојевићи одметници од средишње власти у Краљевини Немањића и нису се много обазирали на Душаново писмо. После писма, приближно недељу касније (25. априла), млади краљ Душан, са војводама Младеном и Војином, дошао је на границу код Дубровника и преговарао са дубровачким посланством, које је позвало Душана да посети Дубровник, али није пристајало да Брајка пусти на слободу. У време неспоразума и неповерења са Дубровником, Душан позив да посети тај град није могао прихватити.
Поред младог краља Душана и војводе Војина, и босански бан је тражио да Дубровчани пусте на слободу жену Брајка Бранивојевића, а ћерку војводе Војина. Због тих захтева, Велико веће је 30. априла 1326. донело одлуку да се она ослободи и врати оцу војводи Војину.
Рат Дубровчана против „синова Бранојевих и њихових људи“ у Стону и на Пељешцу је још трајао око 10. маја 1326. Два брата Бранивојевића погинула су у сукобу са војском коју је послао бан Степан II (IV) против њих. Последњи слободни Бранивојевић, Браноје, морао се повући у источни Хуму у јуну 1326. године. У јулу Браноје је побегао на двор краља Уроша III у Котору, али Дубровчани су поткупили краљеве људе и Браноје је стављен у затвор, а после, у октобру, или почетком новембра 1326. године је убијен.
Тако је до средине 1326. босански бан Степан II (IV) Котроманић отео Србији југозападни део Захумља са тргом Дријева на ушћу Неретве. 
Истовремено Дубровчани су под своју власт ставили Стон и „Стонски рат” (данас полуострво Пељешац).
Отимање земље Бранивојевића, односно Краљевине Немањића довело је до њених одбрамбених ратова против Босне и Дубровника. Од средине јула 1326. године, до фебруара 1327. Дубровчани су покушавали да убеде краља Уроша III да трајно преда Стон и Пељешац Дубровнику. У фебруару и марту 1327. године Дубровник је ограничавао извоз робе у Србију, а краљ Урош III је увео неке противмере према трговцима. У априлу 1327. године Велико веће је позвало све Дубровчане да напусте Краљевину Немањића и забранио трговину са њом. У септембру, или октобру 1327. године је започет мање познат рат који је трајао годину дана. Као поданици Краљевине Немањића у рату су учествовали и Которани, који су у октобру 1327. године бирали ратне заповеднике. Краљева војска ослободила је Стон и Пељешац, који су били окупирани средином 1326. године. После склапања мира, стока Дубровчана, која је отета са подручја око Дубровника и Пељешца враћена је у октобру 1328. године. У рату нанете су материјалне штете, а после склапања мира краљ Урош III је пристао да плати Дубровнику 2.500 перпера као обештећење.
Сукоб Краљевине Немањића против Степана II (IV) доносио је привремене победе. Према једном запису „млади краљ” Душан се успешно супротставио четама „безбожних и поганих бабуна” бана Степана II (IV) 1328/1329. године, а које су продрле до манастир Св. Николе у Бањи (на доњем Лиму). Није јасно да ли се исти, или неки други, сукоб спомиње у једној повељи Степана II (IV) у којој пише како је бан једва преживео неку битку у Рашкој, а два коња су му убили под њим док се борио. То је први податак о Душановом непосредном учешћу у рату. Нису јасне територијалне промене у рату 1327—1330. године. Невесињски крај је вероватно потпао под српску власт. То се види по положају властелина Познана Пурћића, који је 1327. године дошао у Дубровник као посланик босанског бана, а већ 1330. године се спомиње међу људима за које се заузимао „млади краљ”.

### Напад Бугара у јулу 1330.
За Немањиће важније су биле борбе на југоистоку. Од 1328. Стефан Урош III Дечански покушао је да потисне Византијског цара Андроника III (1328-1341) у Македонији. Дечански је опседао Охрид у Македонији 1330. године, али безуспешно.
Андроник III склопио је савез са бугарским царем Михаилом Шишманом против Немањића. Пре него што су се Византинци спојили са Бугарима, дошло је до великог сукоба Срба против Бугара код Велбужда 28. јула 1330. године, а обе војске су имале приближно по 15.000 војника. Цар Михајло Шишман је имао као помоћне одреде Татаре и Влахе, а српски краљеви су имали и најамнике из Шпаније, од којих неки нису ни стигли на време. Из писања у Даниловом зборнику, код Цамблака и Јована Кантакузина, сматра се да је млади краљ Душан водио главни напад плаћеника и најбољих српских бораца на Бугаре. Српски ратници ранили су и заробили цара Михаила Шишмана, а према писању Цамблака и самог Душана, у Речи коју је написао уз његов Законик, млади краљ Душан одсекао је главу заробљеном цару Шишману. Победа није само отклонила опасност, него је показала да је Краљевина Немањића најмоћнија држава на Балкану. Андроник III сам није желео да настави напад на Србију и повукао се, а краљ Урош III Дечански ушао је у Бугарску и поставио за бугарског владара Ивана Стефана, који је био син убијеног цара Михаила Шишмана и његове прве жене Ане (Немањић), сестре српског краља Уроша III Дечанског.

### Сукоб оца и сина
У јесен 1330. године краљ Стефан Урош III Дечански је од Дубровчана добио похвале, јер је победио бугарског цара. Ипак, после битке код Велбужда, краљ Урош III Немањић се изгледа од 1330. првенствено посветио градњи манастира Дечани, по коме је добио свој надимак Дечански.
После победе код Велбужда мир у Србији је трајао око пола године, а краљ Стефан Урош III Дечански није показао жељу да осваја територије поражене Бугарске. Савременик, али странац Нићифор Григор, писао је да је млади краљ Душан у време побуне 1331. године имао двадесет две године и да су њега његови другови, великаши и војни заповедници, наговорили на побуну јер се нератоборни краљ Дечански оженио византијском принцезом и почео да добија децу са њом, а то је унело страх у Душана за наслеђивање престола. Слично мишљење је поновио Мавро Орбин.
„Ови га даноноћно подстицаху да одузме краљевство из руку оца, који је због старости био неспособан за управљање, и да се тако обезбеди од свог брата Синише, кога је његов отац имао с другом женом” (Мавро Орбин)
На неки начин Орбин покушава да баци кривицу на Стефана Уроша III Дечанског због тога што је имао са Маријом Палеолог сина Синишу којег је по наговору краљице Марије почео да припрема за престолонаследника, док је према Душану одједном охладнео. Сличну верзију изнео је пре и Нићифор Григора.
Ипак, то треба узети са резервом, основни покретач пада Стефана Уроша III није био Душан, већ властела незадовољна због понашања Стефана Уроша III Дечанског након победе код Велбужда када он није искористио велику победу и није допустио својој властели задобијање нових територија и пљачку у Бугарској.
Није јасно да ли захтев краља Дечанског Дубровнику да му уступи шест галија, који је стигао у новембру 1330. године, а није испуњен, имао везе са сукобом између краља и младог краља у Србији, који постаје видљив у јануару 1331. године. Вероватно крајем јануара 1331. године до Дубровника су дошле вести о некаквој свађи, или сукобу краљева у Србији. Дубровчани су одлучили почетком фебруара 1331. године да пишу обојици краљева, како је Дубровчанима жао да је дошло до сукоба краљева у Србији и да се надају обнови мира, а изразили су жеље да буду заштићени трговцима из Дубровника и њихова имовина. Војска Стефана Уроша III Дечанског упала је у област Скадра против Душана између фебруара и априла 1331. године Душан је прешао на другу страну реке Бојане и избегавао отворену битку, а затим се састао са оцем и измирио у априлу 1331. године.
Око 7. маја 1331. године, Дубровчани опет су писали писмо Душану, који је тада био на подручју Требиња, да дође и посети Дубровник. У Дубровник је дошао средином маја 1331. године, са својом пратњом и стражом, а Дубровчани су га дочекали као сваког великог госта, али разговарали су и о плаћању и враћању отете имовине Срба и Дубровчана. Почетком августа 1331. Дубровчани су писали Душану и тражили да плати обећане дугове за тканине отете код Срђа, или да ће се жалити његовом оцу, краљу Урошу III Дечанског, али Душан се није освртао на те претње, а то је био и последњи пут да се спомиње да је млади краљ Душан био под влашћу свог оца.
Измирење младог краља Душана и његовог оца у августу 1331. више није могло да се одржи. Душан је позван да се појави на краљевом двору, али према Даниловом настављачу у страху од краља, а на наговор своје властеле Душан се одлучио да са његовом војском изненада нападне оца. Пред одлуку да крене са војском против оца, према Даниловом Настављачу, Душан је помислио да оде из Србије и оца. Према писању у Даниловом зборнику, Душан је позвао своје ближње људе: „Бежимо од њега у стране народе да не погинемо превременом смрћу“, али они су одбили тај позив. Душану су одговорили: „Боље нам је да нам се догоди и смрт у земљи наших отаца, него да се нађемо у туђој земљи као заробљеници или дошљаци, а ако нас не послушаш, ми, увећавши се код родитеља твога, и уставши, ићи ћемо ка њему, а тебе ћемо оставити у великој жалости и презиру.”
Иван Јастребов пише да цар Душан, док је живео у Скадру, није имао посебних палата, али његова летња резиденција коју му је отац једном развалио као казну за његово слободоумно понашање према оцу није се одликовало нарочитим сјајем. Та резиденција је била на обали реке Дрима између Дања и села Бушата, код месташцета које се звало Космач. Ту су касније биле и бушатлијске паше, а резиденција је изграђена од облутака из реке Дрима.

## Краљ

### Напад Душана на Неродимље
„Пошто је, дакле, потајно сакупио војску у обе Зете и извршио избор најбољих тамошњих ратника, водећи собом и Каравида Фратнута и Ђурђа Илијића као своје саветнике отпоче усиљен марш пут Рашке, у којој се налазио његов отац” (Мавро Орбин)
Охрабрен од његове властеле, млади краљ Душан одлучио је да постане вођа побуне против оца краља Уроша III. Побуњеници су у другој половини августа 1331. године брзо стигли од Скадра до подручја Липљана, то јест двора Неродимље. У близини се налазила тврђава Петрич, која је служила као прибежиште у случају опасности и краљ Урош III је успео да побегне у тврђаву, али његова друга жена Марија и њена деца заробљени су од младог краља Душана. Вероватно истог дана, Душан је кренуо и на Петрич, а краљ Урош III је увидео да мора да се преда. Анонимни настављач Данила записао је да је заробљени краљ Дечански одведен са женом у тврђаву Звечан на северу Косовског поља и да је тамо требало да буде чуван, док се не измири са Душаном, али “када се нико није надао … краљ Урош III предаде дух свој Господу”.

### Крунисање Душана за краља
Након тога почну припреме за Душаново крунисање без неких већих проблема, тако да отпора у држави није било. Дечански очигледно није био омиљен и његов пад није проузроковао никаква узнемирења. Душан је послао „гласнике у све државе очевине своје, а када су силни то чули, сви су долазили клањајући му се; и тако су му се све државе његове очевине предале.” Гласници који су носили вест о промени владара у Краљевини Немањића стигли су и до Дубровника у коме је донета одлука 3. септембра 1331. да се напише писмо Душану и честита његово преузимање врховне власти.  Имајући на уму улогу Цркве и самог архиепископа Данила  у држави и у довођењу Дечанског на краљевски престо, Душан замоли Данила II да дође и да га крунише за краља. Архиепископ Данило II је мирно примио ову смену на престолу и свечано крунисао Стефана Уроша IV Душана за краља свих српских и поморских земаља на сабору у двору Сврчин, јужније од Липљана, у дворској цркви Светог Јована Претече на празник рођења Богородице (Мала Госпојина) 8. септембра 1331. године.
„И тако заповеди да буде сабор Богом сабрани отачаства његова. И када је овај преосвећени дошао са Богом дарованом му паством, епископима и игуманима, и са целим клиром црквеним, и када је био сабран цео сабор српске земље у његову царском двору Сврчину, и када је био славни празник Рођење пресвете Богородице, и на навечерје учинише хвалбена славословља, како је на похвалу славном празнику, и опет ноћно стајање такође, и ујутро, дан недеље, учинише на овом благочастивом све по законском уставу у цркви светога Претече, и преосвећени архиепископ кир Данило учини молитву, и узевши царски венац у своје руке, и положи на свечасну главу његову, говорећи: Положио си на главу његову венац од драгог камења, и умоли од тебе живота и дао си му дужину дана на векове векова” (Данилов ученик)
Више од месец дана после Душановог крунисања, затворени краљ Дечански је умро 11. новембра 1331. године. “И пренесено би његово тело …, и положише га у рукотвореном његовом манастиру … Дечани.” По Даниловом ученику, затворени Дечански је умро изненада и није написано да ли се то десило ненасилном смрћу, или је убијен, али други извори као Нићифор Григора тврде да Душан није могао да спречи моћну властелу да удави смењеног и затвореног краља, или да је лично наредио да се Дечански удави.
„Приволевши се син њиховим опаким саветима, посла неке људе спремне да изврше такво злодело, те га они удавише усред ноћи у реченој тврђави” (Мавро Орбин)

### Женидба краља Душана и побуна у Зети
После битке код Велбужда, на престо Бугарске краљ Дечански поставио је своју сестру Ану и њеног прворођеног сина Јована Стефана, али већ у пролеће 1331. године побунили су се бугарски бољари и поставили на престо Ивана Александра (1331-1371). У време преврата у Бугарској био је и први сукоб Душана и Уроша III и борба између српских краљева можда је спречила да Србија интервенише у унутрашње прилике у Бугарској и одбрани права Јована Стефана. Иван Александар желео је мир са Србијом из најмање два разлога. Прво, тако је могао несметано да ратује против Ромеја и поврати власт над недавно изгубљеник територијама. Друго, Бугари су доживели тежак пораз од Србије и Душана 1330. године код Велбужда и вероватно нису желели да се то понови. Душан је такође желео добре односе са Бугарском и са новим царем Иваном Александром договорио се да царева сестра Јелена буде удата за краља Душана 1332. године. У Дубровнику 7. марта 1332. године донета је одлука да се пошаље посланство које ће присуствовати женидби краља Душана.
У априлу 1332. године у Зети и Северној Албанији је дошло до побуне против Душана а вође побуне били су војвода Богоје и властелин Димитрије Сума. Разлог побуне није јасан. До побуне је могло доћи због најављеног Душановог родбинског повезивања са Бугарима 1332. године, или због тога што Богоје и њему блиски великаши нису били задовољни наградом за њихову помоћ коју су пружили Душану приликом његовог доласка на власт 1331. године. Побуна је брзо умирена.
После тога, у лето, вероватно 30. јула 1332. године било је венчање краља Душана и принцезе Јелене.

### Продаја Стона
Дубровчани су краљу Дечанском морали вратити Пељешац и Стон и чекати долазак на власт краља Душана да обнове преговоре о куповини полуострва и града. Душан је већи интерес показао за Македонију, него за западне територије Србије. Краљ Душан је 22. јануара 1333. године издао повељу у Пологу, којом је Дубровчанима уступио приморје од острва Посредњице на ушћу Неретве, преко Стона, са Пељешцом, до Дубровника, уз обавезу да на рачун „стонског дохотка” исплаћују 500 перпера, плус 8000 перпера које је требало да дају одједном као „дар” Душану, док су се Дубровчани обавезали да ће дозволити верску слободу православном становништву добијених територија. Дубровчани су пристали да плаћају 500 перпера годишње и босанском бану, који је издао 15. фебруара 1333. године повељу којом је потврдио право Дубровника на Стон, а Дубровчани су после добијања повеља послали једног кнеза као управника у Стон и почели градити заштитни зид којим су одвајали Стон и Пељешац од остатка Хума. Дубровачко плаћање по 500 перпера годишње владару Србије за Стон и Пељешац показује да се радило о феуду који је уступљен условно Дубровнику, а не потпуно безусловно отуђен од Србије. Поред тога, убрзо у мају 1334. године новом Душановом повељом је наглашено да у Стону, у епископији коју је основао још свети Сава, мора да остане „српски поп да поје, … како је заповедило краљевство ми”, Друга повеља о предаји Стона потврдила је Дубровчанима давање Стона и Пељешца, али приморје од Дубровника до Стона и Посредњица нису споменути. Из Душанове наредбе да у Стону мора остати православни поп изгледа да су дубровачки нетрпељиви римокатолици покушали да протерају православне свештенике већ 1333. или 1334. године. Дубровчани су слали католичке свештенике у Стон, а 1349. године послали су и фрањевце на то подручје да преводе православно становништво у католике.

### Прва успешна освајања Душана
Упркос побуни у Зети и венчању, исте 1332. године Душан је почео освајања на југу, а међу првим освојеним градовима вероватно је била и Струмица.
За нападе на царство Ромеја, краљ Душан је нашао савезнике и међу Ромејима. Сиргијан, Ромеј који је имао утицај у Византији, крајем 1333. године се придружио Душану. Његовим доласком је Душан могао да предузме шире освајачке подухвате у Македонији. Са Душановом војском, Сиргијан је успео да заузме град Костур, а многим ромејским градовима нудио је повластице и дарове, ако му се придруже. Сам Душан у Македонији је заузео важне градове Прилеп и Охрид, независно од Сиргијана. Заједно су хтели да нападну Солун, али цар Андроник III је увидео сву озбиљност ситуације и лично је отишао у Солун, где му се Сфранцес Палеолог понудио да зароби пребега Сиргијана. Сфранцес је привидно и сам прешао Душану, како би дошао у прилику да зароби Сиргијана, али се предомислио и убио је Сиргијана у августу 1334. године.
Смрт Сиргијана је пореметила даље Душанове планове, поред тога мир је био потребан и Душану и Андронику III, будућу да је Душан морао да заустави напад Угра са севера, док је византијски цар морао да се посвети рестаурацији царства на територији континенталне Грчке. Тако су се Душан и византијски цар сусрели на реци Галик, близу Солуна 26. августа 1334. године и тамо склопили мир, а по споразуму Душан је вратио неке градове, а задржао је Прилеп, Охрид, два најважнија освојена града, као и Струмицу и неке мање освојене од 1332. до августа 1334. године.
Краљ Угарске Карло Роберт, искористио је Душанов боравак у Византији да нападне са севера Србију и стигне до Жиче. Када је Душан сазнао за напад Угара склопио је мир са Византијом и кренуо са војском на север према Спасовом дому у Жичи, али Угри нису желели да се сусретну са главнином српске војске коју је водио краљ Душан и повукли су се преко реке Саве. Према опису Даниловог настављача:
„Када [Угри] чуше истину да прилази господин краљ [Душан] и како против њих хоће се борити, сви они у један час сметоше се... и почеше бежати … И када су дошли на реку звану Сава, и ту немаше ниједног спремљеног [средстава], у њему да би могли прећи такву реку, ни пристаништа не знајући где могу испливати, почеше улазити у њу заједно. И Господ подиже руку на њих ..., и вода их потопи, а мало од њих се спасе од такве љуте смрти.” (Данилов ученик)
Вероватно између почетка новембра 1334. и краја јануара 1335. године угарска војска преласком Саве је изгубила много војника, а до правог војног окршаја са Душановом војском није ни дошло и изгледа да су Срби задржали територију јужно до река Саве и Дунава, са Београдом.
Поред домаћих војника из Србије, у Душановој војсци значајни су били страни плаћеници. Занимљиво је да је имао посебан одред од неколико стотина плаћеника Германа којима је од 1336. године до пред крај живота цара Душана вођа био Палман Брахт.
У Радовишту 1336. године дошло је до другог и дужег сусрета краља Душана са царем Андроником III, али слабо је познато о чему су разговарала два владара током седмодневног дружења. Након овог сусрета, 19. децембра 1337. године умро је српски архиепископ, Данило II, а на његово место је 3. јануара 1338. године постављен Јоаникије, који је пре тога био на световној дужности логотета.
После склапања мира са царом Андроником Трећим, Душан је обуставио освајачке акције на југу, а опасност на северу је потрајала неколико година и после угарског пораза 1334-35. године. У нападу на Србе угарски краљ био је јужно од Саве у Ваљевском крају и ту је издао једну повељу у септембру 1338. године. У то време у писму папе Бенедикта XII које је послао краљу Карлу Роберту писало је да угарски краљ стално ратује са „паганима и шизматицима”, а то су били погрдни називи папа и нетрпељивих католика за православне Србе. Мађари су у тим борбама које су се водиле 1338. године и поново 1345. године вероватно успели да узму само узани појас јужно од Саве и Дунава са градовима Мачва, Београд и Голубац.

### Савез Душана са Кантакузином
Од 1341. године нови рат у Византији дао је прилику Душану да обнови своју освајачку политику. Цар Андроник III Палеолог преминуо је 15. јуна 1341. године, а његов легални наследник био је Јован V Палеолог био је деветогодишњак. Јован Кантакузин је мислио да ће он постати регент, али су га потиснули Ана Савојска мајка Јована V и њене присталице (Алексије Апокавк). Из Константинопоља Кантакузин је отишао у Димотику (у Тракији) у којој су се окупиле његове присталице и ту се прогласио за цара 26. октобра 1341. године а тако се обновио грађански рат.
Према Кантакузину, после смрти Андроника III, Душан је обновио нападе на Едесу (Воден) у Македонији. Исте, 1341. године забележено је да је Душан куповао оружје у Венецији и да је дозвољено да преко територије Венецијанске републике прође 300 најамника који су ишли Душану.
Грађански рат присталица Кантакузина против присталица намесништва Јована V Палеолога почео је у Тракији, али се брзо проширио на подручје Егејске Македоније са Солуном, које је освајала и Краљевина Немањића. После боравка у Димотици, у пролеће 1342. године Кантакузин је кренуо да прошири своју власт. Док је преговарао са Хрељом, који је раније (пре јуна 1341) признавао власт цара Андроника III и држао област дуж реке Струме до њеног ушћа код Христопоља (Амфипољ), Кантакузин је успео преузети Хрељин Мелник. Ипак, после преговора, Хреља је био на Кантакузиновој страни, када је Кантакузин покушао да уђе у Солун, други град по величини и значају у Ромејском царству, али у пролеће 1342. године у Солуну власт је узела странка зилота која је била против Кантакузина. Кантакузин је увидео да губи подршку на територији Македоније и Тракије.
У јуну 1342. године Кантакузин је позвао преосталих око 2.000 присталица да оду краљу Срба, а потпомогнути краљевим војницима брзо ће се вратити у Византију. Ушавши у Србију, на Вардару код Велеса Кантакузин се састао са Јованом Оливером, једним од најмоћнијих великаша у Србији, са којим је био у добрим односима још од састанака Андроника III са краљем Душаном. Оливер је одвео Кантакузина до Пауна, код Приштине и ту су се срели са краљем Душаном. После тога дошло је до преговора Кантакузина са Душаном о војном савезу. О току преговора сведочанства су оставили сам Јован Кантакузин у свом мемоарском делу и византијски писац Нићифор Григора, а према Нићифору Григори договорено је да свако од савезника задржи оне градове које у предстојећој борби буде освојио.
Душан је послао Јована Оливера и део српске војске са Кантакузином да освоје Сер, али дошло је до појаве болести и многи српски војници и њихове старешине су умрли, а остали су се повукли у Србију. После неуспелог напада на Сер, Кантакузин није успео да оде у Димотику, јер му је пролаз запречио његов противник велики дукс Алексије Апокавк. После тога Кантакузин је отишао до Водена, који је српски краљ већ био заузео тако што је поткупио житеље града, а покушао је преузети Воден од Срба, али није успео и вратио се у Србију.
Регентство Јована V вођено царицом мајком Аном Савојском покушавало је да дипломатским путем убеди краља Душана да прекине пријатељство са Јованом VI Кантакузином и да га преда, или барем затвори, а у замену за ту услугу регентство је понудило Душану принцезу за младог краља Уроша V и градове западно од Христпопоља, осим Солуна, али Душан на то није пристао. Регентство ипак није губило наду и Алексије Апокавк је слао посланства Душану која су звала краља да почне рат против Кантакузина. Као посредника у преговорима са Душаном Алексије Апокавк је користио и Хрељу, који је умро у децембру 1342. године, а Душан је одмах заузео Хрељине поседе са градовима Струмицом и Мелником. Савез између Душана и Кантакузина покушао је раскинути и бугарски цар Јован Александар својим писмима, али ни то није довело до раскида савеза краља и цара.
Крајем 1342. посланство из Тесалије се састало са Јованом VI Кантакузином и том приликом је изјавило да су великаши ове области спремни да признају Кантакузина за цара, што је Кантакузин спремно прихватио.
За Душана и Кантакузина је зима 1342/43. прошла у војним припремама и у рано пролеће 1343. напали су Сер, а краљ Душан је послао становницима града поруку да ће се повући уколико се град преда Кантакузину, али је српско посланство враћено са поруком становника град да ће радије све поднети, него да служе Кантакузину. Када је и Кантакузин послао посланика у Сер да тражи признавање његове власти, грађани Сера су несретног посланика исекли на четири дела и делове његовог тела изложени на четири градске куле. Српски краљ остао да пустоши околину Сера, а Кантакузин је на уверавање својих присталица кренуо ка Дидимотици, али је увидео да нема довољно војника да озбиљну битку која се спремала и вратио се краљу Душану.
Према Нићифору Григори, савез Душана и Јована Кантакузина трајао је до априла 1343. године, када се Кантакузину предао град Верија, а тада је нестало савезништва, али није одмах почело отворено непријатељство међу краљем Срба и царом Ромеја. Предаја Верије је код Душана изазвала неповерење јер је видео да Кантакузин може и самостално да делује, а са друге стране Душан је увиђао да му савез са Кантакузином ограничава слободу деловања и да је због њега одбијао примамљиве понуде уступања територија које су стизале из Цариграда ако убије, или зароби Кантакузина.
Стефан Душан је имао сопствене освајачке планове. Од 1343. године у Душановој владарској титули види се истицање да влада и „грчким странама“ а то показује краљеву жељу да истакне успех у освајању земаља суседног царства. Неке од планова Душан је могао остварити као савезник Јована VI Кантакузина, али нека освајања била су део самосталне освајачке политике Србије и могла су бити остварена само против жеља Кантакузина.
Грчки извори мало извештавају о осталим Душановим освајањима од 1342. године на подручју Егејске Македоније и у Албанији. Душан је вероватно 1342-43. (6851) године у Албанији освојио градове Берат, Канина, Валону и Кроју, а у исто време Душан је освојио и Костур у Егејској Македонији. Осим Драча,који је остао Анжујцима, 1342-43. године Албанија се предала под власт краља Душана.

### Савез са Цариградом
После Кантакузиновог одласка у Верију, Душан се вратио у унутрашњост Србије у Призрен где је издао једну повељу 19. маја (6851) 1343. године “старцу Григорију”, којом Григорију даје “цркву светога Петра Пустиножитеља” (Коришког), а у тој повељи спомиње и да је дошао да “обнови и сазида цркву манастир … Светих арханђела [Михаила и Гаврила]” као своје гробно место. Боравећи у Прзрену Душана није заборавио освајања на југу и вероватно је бирао како да прихвати понуде регентства Јована V, а истовремено избегне да први отворено погази заклетву о пријатељству са Кантакузином.
После одласка у Верију, у лето 1343. године Јован Кантакузин је очекивао да ће се њему предати и Солун и кренуо је према граду, а Алексије Апокавк, у име цара Јована V Палеолога, организовао је одбрану Солуна и затражио помоћ од Душана за борбу против Кантакузина.
Душан је тад искористио прилику и ступио је у преговоре са Михајлом Мономахом, заповедником Солуна и покушао да га наговори да што пре нападне Кантакузина. Мономах и његове присталице су се надале да ће и Душан убрзо кренути у напад, па су се спремали за окршај. Увидевши опасност ситуације у којој се нашао, Кантакузин је одлучио да се што пре врати у Верију. При повратку, морао је да се задржи на Вардару где се с једне стране реке налазила српска војска, а из Солуна је кренула друга војска под заповедништвом Алексија Апокавка. Кантакузин је успео да се повуче уз један мањи сукоб са српским одредима. До ескалације сукоба тада није дошло јер су се обе стране понеле уздржано. Алексије Апокавк појачао је дипломатску активност слањем посланстава у Верију и српском краљу, али није постигао значајнији успех.
Душанове активности према Кантакузину у ово време биле су врло интензивне — покушао је да га зароби на превару у два наврата, али му то није пошло за руком, те је одлучио да уђе у отворени сукоб. Послао је изасланике у Верију да раскину савез и известе Кантакузина да ће се Душан свом снагом борити на страни цариградског регентства. Можда је појачана дипломатска активност цариградског регентства убрзала Душанову одлуку. У преговорима су посредовали и Млечани. Марино Винијер, млетачки поклисар у Србији, послао је извештај у Млетачку републику августа 1343. године у ком се говори да је дошло до споразума између цариградског регенства и српског краља.
Кантакузин и његове присталице нашле су се у тешком положају. Кантакузин је морао да потражи новог савезника и селџучки емир Умур, господар Смирне, био је један од кандидата. Емир се одазвао Кантакузиновом позиву и послао му у Солунски залив флоту која је бројала, према неким изворима 200, а према другим, опет, 300 бродова. Код Солуна је бродове дочекао Кантакузин те су заједничким снагама напали снажно утврђени град, али ни овога пута опсада није успела. У јесен исте године борбе су се пренеле у Тракију. Кантакузин је заузео тврђаве Света Ирена и Повизд на јужним падинама Родопа. Ту му је пришао војвода Момчило који је до тада био у служби српског краља.
У пролеће 1344. Умур је морао да се врати у Смирну, што је знатно утицало на Кантакузинов положај. Душан се са главнином војске налазио код Зихне коју је нешто раније заузео. Вероватно је у то време освојио и неке околне градове. Пролеће 1344. године Душан је провео у Зихни у ишчекивању даљих дешавања у грађанском рату у Византији. У другој половини маја 1344. године одиграла се битка код Стефанијане у којој су Селџуци потукли српске коњанике под командом војводе Прељуба.
Душан је у јесен 1344. боравио у југоисточној Македонији, а почетком зиме вратио се у Србију. Вероватно је целу зиму провео у Србији у припремама за одлазак на пролеће у југоисточну Македонију одакле је могао да прати дешавања у суседној Тракији где се одигравала завршна фаза византијског грађанског рата. Привучен понудама цариградског регентства, убрзо се и војвода Момчило окренуо против Кантакузина и почео је нападати Кантакузинове поседе у Тракији. У касно пролеће 1345, емир Умур је са 20.000 коњаника прешао у Тракију где се придружио Јовану Кантакузину и Дидимотици. Заједничким снагама, прво су 7. јуна 1345. године потукли војводу Момчила у бици код Перитеориона у којој је Момчило и погинуо. Четири дана касније, 11. јуна 1345, у Цариграду је био убијен велики Кантакузинов непријатељ, Алексије Апокавк. Јован Кантакузин каже да ми је следећи циљ био Душан који је опседао град Сер и довео га у веома тешку позицију. Кантакузин је Душану послао изасланике са захтевом да се повуче из околине Сера, међутим, Душан се повукао још пре доласка посланства. Охрабрен позивима својих присталица и смрћу свог заклетог непријатеља, Алексија Апокавка, Кантакузин је почео да верује да има реалне шансе да брзо освоји град, тако да је он с највећим делом војске кренуо ка Цариграду, али када је стигао увидео је да су се присталице регенства већ консолидовале и да није прави тренутак за напад. Потом је одлучио да се врати на запад, док је Умур отишао у Малу Азију.
Када је сазнао да су Турци отишли, Душан је напао и заузео Сер захваљујући својим присталицама у граду. Град је освојен 24. септембра 1345, а српски краљ је у град ушао наредног дана. Сер је од тог дана заузимао важно место у држави Стефана Душана који је у њему често боравио. У овом походу Душан није освојио само Сер, већ и друге крајеве југоисточне Македоније између Струме и Месте. Дана 15. октобра 1345. Душан је послао писмо млетачком дужду у коме тврди да је он господар скоро целог царства Византије (лат. fere totius imperii Romaniae dominus). Тада је под српску власт потпала и Света гора. Душан је брзо уредио односе са Светом гором и то тако што је у молитвама првенство и даље имало помињање византијског цара, а за њим српског краља. Светој гори је потврђена аутономија у истој мери у којој је и раније имала. Српски краљ је овим уговором добио потврду легитимности својих освајања, а светогорски манастири су могли да одахну од недаћа грађанског рата. Поред поменутих области, 1345. године и Верија је признала власт Душана, град који је чувао залеђе Солуна.
Према писању Нићифора Григоре, у другој половини 1345. године и првим месецима 1346. године, до проглашења за цар у априлу, краљ Душан је освојио, осим Солуна, све територије у Македонији до “кланаца Христопоља”. “Кланаци Христопоља” налазе се источно од град Христопоља код Месте и тај град је припао Душану до његове смрти, а од предграђа Христопоља на исток власт су држали прво Кантакузини, а после Јован V.

## Цар

### Проглашење и крунисање за цара
Освајачки походи краља Душана и успешна освајања византијске територије без сумње су допринели сазревању идеје о царству. Грчке земље се у његовој титулатури појављују одмах после 1342/43. године, када је заједно са Јованом Кантакузином (али и самостално) освајао градове по Македонији и Албанији. Он се тада помиње као честник Грчком. Одлучујући догађаји који су утицали на његову одлуку де се прогласи царем били су успеси постигнути у лето 1345. године. Тада је заузео Халкидики и југоисточну Македонију.
Зиму 1345/46. године Душан је провео вероватно у Серу са његовом породицом и тада је почело његово формално уздизање у царско звање. Приликом стицања царске титуле Душан је пратио пример Јована VI Кантакузина и неких других ромејских царева. То значи да су Душанови пратиоци и војници вероватно на неком окупљању прогласили (извикали) свог краља за цара. То се догодило крајем 1345. године, или у јануару 1346. године претпоставља се у Серу.
Пристанак за уздизање у царско звање Душан је добио од прота Свете горе, бугарског патријарха, охридског архиепископа и свих осталих који су били присутни на крунисању за цара у Скопљу. Пре царског крунисања српски архиепископ Јоаникије је био проглашен за патријарха и он је крунисао Душана за “цара Срба и Грка” на Ускрс 16. априла 1346. (6854) године у Скопљу, а истовремено царев син Урош V је крунисан за краља.
Постоји мишљење да је између проглашења Душана за цара и његовог свечаног крунисања царском круном постојало и краљевство (Србија) и царство (Романија) у његовој држави и да се због тога на натписима на новцу Душан помиње као Rex Rascie-Imperator Romaniae (краљ Србије — цар Византије). Такође, пре крунисања Душан је морао да уздигне српску архиепископију на ранг партијаршије јер је само патријарх могао да крунише кандидата за цара. Проглашење Јоаникија за патријарха обављено је уз помоћ бугарског патријарха Симеона који је присуствовао свечаности у Скопљу. Немогуће је са сигурношћу одредити када је Јоаникије постао патријарх — претпоставља се да је то било негде између јануара и априла 1346. године. Чину крунисања присуствовали су охридски архиепископ, бугарски патријарх, светогорски прот као и игумани и старци светогорских манастира.

### Питање савладарства и поделе земље
По речима Јована Кантакузина, приликом Душановог царског крунисања његов син Урош добио је краљевску титулу и на тај начин је постао савладар. Верује се да је Урошу додељена ова титула како би се нагласио континуитет српске државности. Овај континуитет имао је нарочитог значаја у односу са појединим државама, пре свега са Дубровачком републиком. Према Нићифору Григори, у време крунисања Душана за цара његова држава је подељена између оца и сина као формалних савладара, а обичајима, Урош је требало да влада територијама од Јадранског мора и Дунава до Скопља, а Душан је владао у новоосвојеним земљама. На основу резултата новијих истраживања учвршћује се уверење да праве поделе заправо није ни било. Анализирајући Душанове повеље и Душанов законик, Сима Ћирковић је дошао до закључка да је Српско царство било јединствена државна целина, а да се краљева земља помиње са намером да се односи са Дубровачком републиком ослоне на традиције раније српске државе. Евентуална подела је била чисто теоријска и имала је намеру да са једне стране нагласи континуитет српске државности и да са друге стране истакне континуитет Душановог удела у царству.

### Душанов царски циљ
Старија историографија је заступала мишљење да је циљ Душанове царске идеологије било заузимање Цариграда и формирање новог, српско-грчког царства које би заменило Византију. Сима Ћирковић сматра да је Душанова царска идеологија у почетку била слична оној коју су имали и бугарски цареви, а то је подразумевало учествовање у царевању, па се Душанов однос према Византији у периоду савеза са Кантакузином може посматрати као нека врста савладарства. Ипак, почев од 1347, када се односи између Кантакузина и Душана погоршавају, па до 1350, када је Душан постао савезник Јована V, српски краљ више није био учесник у царевању већ је постао противцар.
О Душановим царским претензијама најбоље сведочанство су повеље које је издавао. Он је први српски владар који је издавао повеље на грчком језику. Такође је први који је издавао простагме, врсту исправа карактеристичних за византијске цареве. У Душановим титулама помињу се и етничке и географске одреднице. У српским актима он се потписује као цар Срба и Грка, што подсећа на византијску титулатуру која се искључиво односи на етничке, а не на географске појмове. У грчким повељама он се потписује као самодржац Србије и Романије. Значајно је и то што у својим исправама Душан увек на првом месту наводи Србе и Србију јер су они били најјачи ослонац његове власти. Ограничење његове титуле види се по томе што се он никада не назива царем Ромеја, иако је држао велики део царства под својом влашћу. Промена титуле одразила се и у раду ковница. На новцу се јавља царска титула на српском или латинском језику и те серије новца су биле бољег квалитета. Нова титула имала је извесног утицаја и на приказивање царске породице на фрескама. У ранијим приказима у средишту је Урош кога окружују родитељи, а након крунисања је у средишту Стефан Душан по узору на византијску иконографију.
Након крунисања, Душан је почео да додељује истакнутој властели највиша византијска достојанства кесара, севастократора и деспота.

### Суседне реакције
Једна од првих реакција на Душаново крунисање за цара дошла је од Јована VI Кантакузина. Он је искористио посету јерусалимског патријарха Лазара Хадријанапољу и том граду 21. маја 1346. године патријарх Лазар је у свечано крунисао за цара Јована VI Кантакузина. Званична реакција Византије и васељенске патријаршије уследила је неколико година касније, када је цариградски патријарх Калист донео одлуку о изопштењу српског цара, патријарха и осталих архијереја, услед чега је дошло до црквеног раскола.
Инспиратор овог чина по свој прилици био је Јован Кантакузин. Са друге стране, реакција цара Јована V Палеолога, који је био у Солуну је била другачијег карактера и он је склопио споразум о савезништву са Душаном крајем пролећа 1351. године. У јулу 1351. Јован V је издао повељу манастиру Хиландару у којој је назвао Душана преузвишени василевс Србије и вољени стриц царства ми кир Стефан. Овде је византијски цар свакако признао Душанову царску титулу, али је она била ограничена само на Србију и то је било највеће признање које је византијски цар могао да да. Душан је био спреман да Јовану V призна титулу цара Ромеја и на тај начин првенство у хришћанском систему владара. Душанову царску титулу признали су и светогорски калуђери, али уз услов да у својим молитвама на првом месту помињу византијског, па тек онда српског цара.
Дубровчани и босански достојанственици су у писмима упућеним у Србију Душана ословљавали као цара, међутим не и у писмима упућеним у Угарску. Угарска није признавала промену у титули и Душану се обраћала као краљу Рашке. Исто је чинио и папа. Млетачка република се Душану и Урошу обраћала као царевима, али и као краљевима (rex) при чему је у другом случају додаван епитет Raxie et Grecorum (Рашке и Грчке).
Кантакузин је успео да 1347. године постане византијски цар. Он као и сви учени Грци Душана назива „српским краљем”, јер је сматрао да је у хришћанској васељени једини цар — византијски цар. Међутим, на Истоку је већ одраније постојао бугарски цар, мада се његова титула на западу третирала као краљевска. Против новостворене Српске патријаршије била је Цариградска патријаршија, чији су многобројни поседи прикључени Српској цркви. Цариградски патријарх Калист (1350—1353) је, подстакнут од цара Јована VI Кантакузина, донео одлуку о изопштењу цара Душана, патријарха Јоаникија и осталих српских архијереја, услед чега је дошло до црквеног раскола. Одлука о изопштењу је била више политичке него верске природе што се види из чињенице да је донета пар година после Душановог крунисања за цара. Одлука о изопштењу је опозвана тек 1375. године, за време владавине кнеза Лазара.
Душан је за свог савладара одредио сина Уроша и доделио му титулу краља. Душан је, као цар, додељивао титуле и звања. Деспоти су постали: Душанов полубрат Симеон (Синиша), брат царице Јелене Јован Комнин Асен, потом Јован Оливер и Иваниш. Севастократори су постали: муж Душанове сестре Евдокије Дејан, отац Вука Бранковића Бранко Младеновић. Кесари су постали: Гргур Голубић, Душанов војсковођа Прељуб и Воихна.
Након решавања територијалних питања, уследила су решавања финансијских спорова између српског краља и Дубровника. Српско-дубровачки финансијски интереси су се умногоме преплитали и обе стране су зависиле од њих. Дубровачки подаци показују да је Душан имао финансијских тешкоћа у првим годинама своје владавине. Иако се Повељом коју је издао Дубровнику обавезао да неће одузимати робу дубровачким трговцима који би се затекли на територији Србије, Душан је то ипак веома често чинио када би му новац био преко потребан. Дугове није порицао, али је обично одуговлачио с њиховом исплатом. Године 1349. Душан је регулисао ова дуговања тако што је уступио Дубровнику наплату царине у Зети, Светом Срђу и Призрену на рок од три године.

### Освајање Тесалије и Епира
После великих спољнополитичких успеха постигнутих до краја 1345. године, уследио је известан застој у Душановим освајачким подухватима. Разлог за то може бити припрема за царско крунисање, али и промене у Византији у којој је, после смрти Алексија Апокавка, Јован Кантакузин извојевао коначну победу уласком у Цариград у ноћи између 2. и 3. фебруара 1347. године. Кантакузин је потом закључио споразум са царицом Аном Савојском по коме ће у наредних десет година он бити регент младом цару, а потом ће постати његов савладар. Јован Кантакузин је затекао царство у изузетно тешком положају. Нићифор Григора бележи да је царска благајна била настањена ваздухом, прашином и Епикуровим атомима. У новим околностима Јован Кантакузин је направио први кораке у циљу обнављања односа са Душаном. У пролеће 1347. послао је на српски двор своје изасланике са захтевом да српски цар врати градове које је запосео. Ово посланство није постигло успех па је Кантакузин поново послао изасланике са истим захтевима, али овај пут уз претњу да ће уз помоћ Турака заратити против Душана. Емир Орхан послао му је 10.000 људи под заповедништвом својих синова. Они су заједничким снагама пустошили област Мигдонију која је тада била под српском влашћу. Турци су се убрзо вратили у своју земљу, а Кантакузин је упутио још једно посланство на Душанов двор, али ни овог пута ништа није постигао. Стефан Душан је планирао даља освајања.
Следећи његов поход је био усмерен према Епиру. По Доналду Николу, отпор против Срба организовао је епирски намесник Јован Анђел, али је он убрзо био принуђен да се повуче у Тесалију. Многе угледне личности ове области имале су користи од српских освајања. Међу њима је и Ана Палеолог, удовица деспота Јована II Орсинија, коју је Душан удао за деспота Јована Асена, свог шурака и намесника у областима на територији данашње Албаније. Никол сматра да су Срби 1346. заузели Јањину, а да су наредне године освојили Арту и јужне делове ове области.
Након освајања Епира, Душан се окренуо према Тесалији у којој је намесник био нећак Јована Кантакузина, Јован Анђел. Међутим, 1347. године овим областима харала је епидемија куге која је усмртила много људи, између осталих и Јована Анђела. Душан је искористио ситуацију и 1348. је брзо запосео ову област. Неки градови су пружили отпор, док су други добровољно прилазили Душану. Душанов намесник у Тесалији постао је војсковођа Прељуб.

### Даље идеје
Освајањем Епира и Тесалије уоквирена је територија Српског царства. Међутим, Душан се спремао на даља освајања византијских територија. Главни циљ тежњи српског цара био је Солун. У овом граду су још од почетка грађанског рата владали зилоти, одлучни противници Јована Кантакузина. Ни после доласка на власт, Кантакузин није успео да сломи зилоте у Солуну. Они су одлучили да запрете Јовану Кантакузину да ће, ако их не остави на миру, предати град српском владару. Међутим, временом је јачао утицај присталица Јована Кантакузина у граду што је слабило зилоте. Стефан Душан је издашно даривао зилоте, али и друге значајније грађане како би му се град предао. На крају их је придобио, па је на њихово наговарање опсео Солун. Присталице Јована Кантакузина су тражиле да им се што пре пошаље помоћ, а Кантакузин се одмах обратио османском емиру Орхану који му је послао 20.000 коњаника, али су они ишли само до Христопоља. Крајем лета 1350. Кантакузин је сам кренуо у Солун где је успео да дискредитује зилоте и да учврсти свој положај у граду.
Поред напада на Солун, Стефан Душан је имао још једну велику амбицију — освајање Цариграда. За овај далеко тежи подухват била му је неопходна флота. Он се за помоћ обраћао Млечанима истичући како већ држи десет дванаестина царства Ромеја. Заузврат им је нудио Епир и цариградску колонију Перу која је тада била у рукама њихових супарника, Ђеновљана. Млечани су са поштовањем примили његово посланство, доделили су њему и његовој породици право грађанства Републике, али су одбили да му пруже помоћ у освајању Цариграда јер су страховали да ће Душан бити много тежи преговарач од слабих византијских царева од којих су лако добијали разне повластице.

### Кантакузинов противнапад
У јесен 1350. године Кантакузин је у потпуности овладао Солуном. Намеравао је да му овај град буде главна база у борбама за враћање градова и области које је у претходном периоду од Византије освојио Стефан Душан. Прва његова акција била је усмерена према Верији. У Верији се налазила јака српска војна посада од 1.500 људи, а поред тога и одред немачких најамника. После краћег отпора Кантакузин је успео да запоседне град. Сам Кантакузин каже да у овој борби нико није погинуо, ни међу Србима ни међу Ромејима и да је српске војнике и немачке најамнике пустио. По освајању Верије Јован Кантакузин се окренуо према Водену. Кантакузин се надао да ће му прићи великаши из Водена, међутим, преварио се. Али, и овај град је убрзо успео да освоји. Убрзо су му без борбе пришли мањи градови и тврђаве око Водена и Верије (Старидол, Петра, Соск, Деври, Острово, Нотија, Ликостоми, Кастри). После ових значајних успеха Кантакузин се упутио према Србици. Овим градом командовао је истакнути Душанов војсковођа, кесар Прељуб. Прељуб није имао поверења у житеље града Сервије, па је сервијску децу поставио на други бедем, а становницима је наредио да се боре на трећем бедему. Кантакузинова војска је прво опустошила околину, а потом извела општи напад на Србицу. После три дана жестоке борбе Кантакузин је морао да се повуче у Верију због јаке кише и хладног времена.
Јован Кантакузин је имао великог успеха у својим освајањима пре свега зато што је Душан био заузет на другој страни свог пространог царства. Године 1346. после десетак година мира избио је рат између Србије и Босне. Као посредници у овом сукобу појавили су се Млечани. Српски цар тражио је да му босански бан врати Хум. Крајем ове године је по свој прилици закључено примирје јер 1347. и 1348. није било сукоба. По истеку примирја 1349. босански бан се поново обратио за посредовање Млечанима обавештавајући их да намерава да подигне утврђење на ушћу Неретве. Посредовање Млечана није дало резултате, а ситуацију је погоршао један упад војске босанског бана у приморске објасти Српског царства с краја 1349. године. Млечани су настојали да дође до споразума како не би били угрожени њихови интереси али никаквих резултата није било. Октобра 1350. српски цар је кренуо у поход против Босне. Главни ударац Стефана Душана био је окренут према Хуму. Српска војска освојила је Хум и град Нови на Неретви. Потом је Душан намеравао да се упути ка северу где су му житељи Трогира и Шибеника спремали свечан дочек. Међутим, на вести о походу Јована Кантакузина Душан се сместа упутио у Македонију. У Хуму је оставио само мање чете које нису могле да пруже озбиљнији отпор босанском бану, па је он након неколико месеци овладао овом облашћу. На путу за Македонију, Душан и његова супруга Јелена су посетили Дубровник. Ту им је приређен свечан дочек и предати су им драгоцени поклони. Душан је убрзо наставио свој пут ка југу, а Јелена се задржала у Дубровнику још неколико дана.
Крајем 1350. српски цар је стигао под бедеме Солуна и одмах упутио Јовану Кантакузину предлог да се састану и да обнове уговор о миру. Јован Кантакузин је оставио детаљан приказ ових преговора. Први је говорио Стефан Душан. Навео је шта је све учинио за Кантакузина и позвао га да обнове раније пријатељство. Том приликом је рекао: Ако те стварно жалости што сам присвојио неки део државе Ромеја, онда треба да имаш на уму да и сам имаш много пута, више присвајајући од исте оно што другом припада.
Кантакузин је потом преузео реч. Он се прво захвалио Душану за учињена добра, али је потом изнео низ оптужби на његов рачун. Душан је потом предложио да свако задржи оно што има. Кантакузин је то одбио, па је договорено да се сутрадан поново састану. Пошто је увидео да Душан не жели да попусти, Кантакузин је запретио ратом. Душан је настојао да се пронађе решење поделом територија, али оно по свему судећи није постигнуто. Јован Кантакузин извештава да је прво склопљен уговор по коме би Зихна, Сер, Струмица, Мелник, Касторија припали цару Стефану Душану, док би остале територије биле враћене Византији. Кантакузин даље наводи да је Душан сутрадан раскинуо овај уговор под утицајем неких људи из његове пратње који су те ноћи успели да га на то наговоре.
Војске српског цара и Јована Кантакузина сусреле су се код Солуна и дуго су стајале једна насупрот другој. Стефан Душан је поново послао изасланике Кантакузину са предлогом да свако задржи оно што има. Овај је поново одбацио овакав предлог. Очигледно да у овом тренутку ниједан војсковођа није био потпуно уверен у своју победу, па су се војске разишле. Јован Кантакузин је убрзо из Солуна отишао у Цариград, а у Солуну је оставио Јована V.
Душан је потом кренуо да поврати оне градове које је Кантакузин претходно освојио. Почетком јануара 1351. српска војска је прешла Вардар и опсела Воден. Овај град је освојен захваљујући издаји неких његових становника. Византијска посада од 200 људи је пуштена, а Георгије Лизик, кога је у граду поставио Јован Кантакузин, био је сурово кажњен. Може се претпоставити да је у овом походу заузета и Верија (у пролеће 1351).

### Савез са Јованом V Палеологом
По одласку из Солуна Јован Кантакузин је саветовао цару Јовану V да нипошто не верује Стефану Душану. Кантакузин је веровао да ће Душан покушати да на своју страну привуче Јована V не би ли опет изазвао сукобе у Византији. Кантакузин је у граду оставио свог таста Андроника Асена са задатком да мотри на потезе младог цара. Противници Јована Кантакузина настојали су да што пре из града уклоне Андроника Асена.
До Јована Кантакузина су стизале лоше вести из Солуна, али није могао да реагује јер је ратовао са Ђеновљанима. Јован V је у Солуну био у тешком положају. Српска војска налазила се надомак града, па је цар одлучио да послуша противнике Јована Кантакузина и да склопи споразум са Стефаном Душаном. Млади цар је страховао и од завереничких планова Јована Кантакузина и његових синова, Матије и Манојла. У то време му се као савезник понудио Стефан Душан и византијски цар је после дужег колебања пристао на савез. Договорено је да Јован V пошаље као таоца своју супругу Јелену и да се ожени Теодором, Душановом свастиком. Споразум је постигнут крајем пролећа 1351. године. Јован V је желео да уз помоћ српског цара преузме власт, а српски цар је планирао да настави са освајањима византијске територије16. Изгледа да је главна обавеза цара Душана била пружање војне помоћи Јовану V у борби против Јована Кантакузина. Кантакузин је био благовремено обавештен о овим дешавањима, али није могао да реагује јер је и даље ратовао са Ђеновом. Како би спречио остварење овог уговора, позвао је Ану Савојску да утиче на свог сина. Ана Савојска је стигла у Солун у лето 1351. године и успела је да смири ситуацију.
Ипак затишје је било само привремено. Јован V није био задовољан својим положајем у Солуну и од Јована Кантакузина је тражио Енос и неке тврђаве на трачкој обали, области које су биле део апанаже Матије Кантакузина. Почетком фебруара 1352. Јован V је дошао у Цариград. Како Матија Кантакузин није дошао у град, Јован Кантакузин је морао да испуни захтеве свог зета и да му преда Енос и Дидимотику. Јован Канткаузин је страховао од нових сукоба између Јована V и Матије Кантакузина па је послао једно изасланство у Дидимотику, али до споразума није дошло јер Јован V није хтео да призна самосталан положај Матије Кантакузина. Било је само питање времена када ће доћи до нових сукоба. Јован V планирао је да у помоћ позове Османлије, али му Сулејман, Орханов син, није изашао у сусрет. Јован V је и без турске помоћи напао Хадријанопољ, седиште Матије Кантакузина. Освојио је већи део града, али брза акција Јована Кантакузина приморала га је да се повуче ка Дидимотици. Из Дидимотике он је нападао градове који су припадали његовом тасту. Ипак за озбиљну борбу била му је потребна помоћ са стране. Од српског цара је затражио помоћ позивајући се на уговор склопљен 1351. године. Душан је послао помоћ када му је као талац предат царев брат, деспот Михајло Палеолог. По Јовану Кантакузину, Душан је послао под командом казнаца Бориловића 7.000 коњаника, а по Нићифору Григори 4.000. Јован Кантакузин даље тврди да је помоћне одреде Јовану V послао и бугарски цар Иван Александар. Сукоб који је био на помолу покушао је да спречи патријарх Калист, али није постигао никакав резултат. Јован Кантакузин је успео да добије помоћ од Турака који су послали војску од 10 или 12 хиљада људи. Срби и Бугари су из Дидимотике кренули ка Емфитиону, тврђави недалеко од Дидимотике, где су изненада наишли на Османлије. Бугари су се спасили бекством у Дидимотику, а Срби су заједно са Ромејима напали Османлије, међутим, бројчано надјачани, Срби и Ромеји претрпели су пораз. Велики број српских војника је изгинуо, а један део са казнацом Бориловићем је успео да се спасе.
После ове битке положај Јована V се значајно погоршао па је он покушао да успостави мир са Јованом Кантакузином, али до резултата није дошло. Крајем 1352. Јован је напустио Дидимотику и отишао на Тенедос.

### Поход против Босне
Босански бан Стефан II Котроманић је заузео Крајину између Цетине и Неретве и већи део Захумља. Душан је продро у Хумску Земљу и брзо је повратио а онда наставио према Цетини и Крки 1350. године. Душан је дошао до Крке како би помогао сестри Јелени, која је била удата за Младена III Брибирског, господара Омиша, Клиса и Скрадина на Крки. После Младенове смрти заинтересованост за његове поседе испољили су Угарска и Венеција. После вести о побунама на југу земље, Душан је зауставио напредовање ка западу, иако су му у Шибенику спремали свечани дочек. На повратку је најсвечаније као цар дочекан у Дубровнику, где је царица Јелена остала још неко време, а он са војском отишао према југу. Босански бан је поново освојио Захумље. Кантакузин је освојио Верију и Воден, али не и Србицу, које је бранио кесар Прељуб. По доласку, Душан је повратио своје територије, а Кантакузин се повукао у Солун. Стефан Душан је обећао помоћ легитимном цару Јовану V, како би се решили Кантакузина, а у својој повељи Јован V је признао Душана као цара Србије. Византија се поново нашла у грађанском рату између цара Јована V и узурпатора Кантакузина.

### Конфликти са Угарском
Последњих година своје владавине Душан је био принуђен да се посвети северним границама своје државе. Године 1352. угарски краљ Лајош I закључио је мир са Напуљском краљевином. Лајош је припремао озбиљан поход против Душана који је лично предводио. Напад је почео 1353. године и Душан је сместа кренуо у сусрет непријатељу али је, увидевши да су Угри надмоћнији, послушао савете својих војвода и повукао се у долину Ломнице под Рудником. Угарски краљ је увидео да на тешком терену не може да порази Србе па је пристао на преговоре, али до споразума није дошло јер Душан није био спреман да прихвати тешке услове мира. У новом нападу Лајош је стигао до Ломнице и Рудника. Стефан Душан је одлучио да војска не излази у равницу, па је Лајош морао да се повуче. И наредне 1354. године је дошло до сукоба, али ни тада Угри нису постигли значајнији успех јер је војска страдала од неке болести, по свој прилици од маларије.

### Капетан хришћанства
Душан се специјалним посланством које је предводио Никола Бућа, которанин и царев протовестијар (благајник), обратио римском папи да га именује за капетана у борби против Турака и изразио спремност да римског папу призна за врховног поглавара хришћанске цркве. У повратку је Никола Бућа срео посланике Чешког краља који је ишао у Рим да буде крунисан за светог римско-немачког цара, који је Душану упутио писмо у коме изражава задовољство што Душан жели да призна Католичку цркву за Unam Sanctam (Једину Свету) и да се још више радује што ће се у богослужењу моћи задржати словенски језик који везује два народа.
Поједини извори из старије историографије наводили су да је цар Душан додељивао орденски знак Светог Стефана члановима Реда витезова Светог Архиђакона и Првомученика Стефана, који је био заштитник средњовековне Србије. Не постоји више извора о витешком реду и ордену, који би могао бити први орден у историји Србије и Срба.

### Душан и Турци
Писац Ромејске историје Нићифор Григора записао је да је Душан упутио османском султану Орхану посланство (око 1351) нудећи своју кћер за невесту једном од његових синова и да је Орхан је прихватио понуду, али после турско посланство пресрели су Ромеји, део побили, а део заробили и преговори Душана и Орхана нису завршени споразумом. Претпоставља се да око 1351. Душан није могао бити свестан турске опасности и да је ово пре свега учинио како би Османлије употребио у борби против Византије.
Убрзо ће турско присуство на Балкану постати све осетније. Исте године када је вођена битка код Емфитиона, Турци су заузели тврђаву Цимпе на европској страни Хелеспонта. Затим су после катастрофалног земљотреса који се десио 1/2. марта 1354. заузели и Галипоље. Стефана Душана је пре свега узнемирио пораз српских одреда код Емфитиона, али он није могао да предузме значајније акције у том правцу јер је последњих година владавине био заузет борбама са Угарском краљевином на северној граници Српског царства. Стефан Душан се током сукоба са Угарском приближавао папској курији, али не само због сукоба са Угарима, већ и да би заједно са папом био организатор хришћанске борбе против Османлија. Душан је очекивао да ће га папа именовати капетаном хришћанске војске уколико српска црква буде прихватила ту унију. До реализације ових планова на крају ипак није дошло.

### Душан и Света гора
Након што је Света гора потпала под власт цара Душана 1345, он је оптужио грчког проту Нифона, поглавара свих манастира на Светој гори за месалијанство (односно богумилство). Међутим, Нифона је одбранио Свети Григорије Палама. Сматра се да је ова оптужба политички мотивисана, јер је Душан хтео да постави српског, уместо грчког поглавара.
Цар Душан је Хиландару потчинио цркву Светог Николе у Добрушти код Призрена, цркву Светих Арханђела у Штипу, цркву Светог Николе у Врању са насељима и добрима. Крајем 1347. године цар Душан и царица Јелена посетили су Манастир Хиландар. Присуство жена на Светој гори је забрањено, али су оне заједно са децом боравиле тамо за време опсаде Каталонаца. Цар Душан је Хиландару подарио новац, обновио манастирску болницу. Такође је братству Хиландара поклонио два ратна стега и чашу од слоноваче коју је лично користио. Царици Јелени је дозвољено да постане други ктитор келије Светог Саве у Кареји.

### Последње године и смрт
По окончању сукоба са Угарском, Душан се окренуо јужним крајевима своје државе. Зиму 1354/55. провео је у Серу, а касно пролеће и лето у Крупиштима на десној обали Брегалнице. Током последњих месеци живота био је принуђен да пошаље једну војну експедицију у Далмацију. Његова сестра, Јелена, била је удата за Младена Шубића, хрватског великаша, који је умро од куге 1348. па је Јелена морала да се брине о одбрани породичних поседа Омиша, Клиса и Скрадина. На овом подручју су се сукобљавали интереси Млетачке републике и Угарске, па је 1355. дошло до рата. Уз помоћ хрватског бана Николе Банића угарски краљ је заузео Омиш. Јелена је још увек држала Клис и Скрадин, али како је ситуација била тешка затражила је помоћ од свог брата. Душан јој је послао своје ратнике: вођа немачких најамника Палман запосео је Клис, а војвода Ђураш Илијић Скрадин. Млечани су нудили Душану велики новац на име откупа ових градова. Међутим, иако су српски одреди запосели ове градове, нису постојале реалне могућности да се они одрже. Због тога је Душан овластио Ђураша Илијића да преда Скрадин Млечанима уколико види да је одбрана немогућа, што је овај и урадио 10. јануара 1356. Такође почетком 1356. Никола Банић је заузео Клис за угарског краља.
О последњим данима живота цара Душана мало шта је познато. Преминуо је у недељу 20. децембра 1355. године. Сахрањен је у својој задужбини манастиру Светих арханђела недалеко од Призрена. Мавро Орбин, дубровачки историчар, каже да је Душан умро у месту Дјаволотопи у Романији, али наводи и казивања да је Душан умро у Неродимљу. Јаков Лукаревић наводи да је Душан умро у месту Диаполи у Тракији крећући у нов поход против Византије. Икономидис претпоставља да је пред крај владавине и живота Стефана Душана дошло до новог сукоба између Србије и Византије који је по свој прилици трајао до 1363. године
Узрок смрти никада није утврђен али се говорило о тровању, можданом удару, грозници и чак епилепсији. Ни место његове смрти није утврђено поуздано. Остаје као највероватније село Ђавол или Девол, које се налази на левој обали Вардара, северно од села Богданца, ка Ђевђелији. Становници села Ђавол су сачували старо народно предање, да је ту умро цар Душан „и да се они због тога поносе”. Село Ђавот (по бугарском) се уклапа о историјски оквир: налази се на главном путу Скопље-Солун, на око 50 км од Солуна, а у њему је било 1906. године око 70 искључиво „словенских домова”. То место је заиста на путу, близу Тракије и било је тада у византијским рукама. Панта Срећковић цитира Лукаревића, да је Душан умро од грознице, кад се приближио незнатном селу Диаполи у Тракији, 18. децембра или српски просинца (...villa di Diapeli in Tracia... Di 18 di Decembre, ch i Serviani demandano Prosienaz...). По другим изворима умро је код Девола јужно од Скадарског језера, „Дјаволопота” у делу Мавра Орбина се вероватно односи на то јер Душан није стигао до Тракије. Сахрањен је у својој задужбини манастиру Светих Арханђела код Призрена. После Душанове смрти Српско царство је постепено почело да се распада.

## Заоставштина
Са својом женом, Јеленом, цар Душан је имао једно дете Стефана Уроша V, који је наследио српски престо као цар. Поједини аутори сматрају да су Душан и Јелена, поред Уроша, имали још једно дете, ћерку непознатог имена, али се данас углавном сматра да су имали само једно дете.
Када су 1927. године вршена археолошка ископавања на локалитету манастира, у југозападном делу цркве је нађен мермерни гроб за који је установљено да је царев. Истраживања је вршио Радослав Грујић. У гробу су пронађене испретуране кости које су пренете у Патријаршију у Београд, а 1968. свечано пренесене у цркву Светог Марка у Београду где и данас почивају.

### Законодавна делатност Стефана Душана
Једно од обележја Душанове владавине била је и обимна законодавна делатност. Издат је велики број повеља. Још за време Душановог краљевања на српски језик је преведен Синтагмат Матије Властара који представља правну енциклопедију насталу 1335. године. По ондашњим схватањима Душан је са добијањем царске титуле добио право да поставља законе општег, универзалног карактера. Смисао свог законодавног рада Душан је покушао да објасни у уводној повељи првог дела Законика где се види да крајњи циљеви нису само овоземаљски, него објављивањем праведних закона, који извиру из православне вере владар држави обезбеђује мир и побожан живот, а тиме и пут ка спасењу свих људи којима влада. Први део Законика проглашен је 21. маја 6857. (1349) године, другог индикта у Скопљу и састоји се од сачуваних 155 чланова. Други део објављен је 6862. године и седмог индикта, који одговара времену од 1. септембра 1353. године до 31. августа 1354. године. Уопштавањем, обично се пише да је допуна објављена 1354. године. У другом делу је сачувано 66 чланова. Састављачи нису познати, а вероватно су потицали из круга дворана чија је служба била повезана са судством.
Оригинал Законика није сачуван и познат је само на основу рукописне традиције. Садржај Законика је разноврстан и настоји да обухвати готово све области живота, али је појединим областима посвећена различита пажња — Србија је иза себе имала дугу правну традицију, па су неке области биле релативно добро законски регулисане. У Законику нису дословно понављане, а ни укидане старе законске одредбе. Ти закони представљали су највећи ауторитет и на њих се Душан позива у својим прописима. Првих 38 одредаба односи се на цркву и ту се регулишу углавном актуелни проблеми односно оно што се тицало положаја и деловања цркве и њених служитеља у конкретним условима Душанове државе. Група од наредних 25 чланова се односи на властелу. Овде Душан и његови законодавци нису располагали општим законским текстовима на које би се могли угледати. Постојао је само низ појединачних правних аката настао у дугом временском периоду, а односи између владара и властеле углавном су регулисани прописима обичајног права. У осталим деловима Законика приметно је мање груписање чланова, али не и излагање по неком одређеном систему који је приметан у првом делу Законика. У систему казни властела је била повлашћена у односу на друге слојеве друштва. Недостатак одредаба које се односе на грађанско-правну проблематику објашњава се тиме што је ова област била обрађена у Закону градском (делу Номоканона), Земљорадничком закону и Закону цара Јустинијана. Душанов Законик пре свега бавио проблемима из кривичног права.
На обликовање Законика огроман утицај је имало византијско право. То се најбоље огледа у начелу законитости које је пренето из византијског права. Ово начело прописује се у више чланова. Питање је коликог је утицаја ово начело имало у пракси.
Законик је наставио свој живот дуго након Душанове смрти. Сигурно се примењивао за време Душановог наследника, цара Уроша. Није познато да ли је имао примену током последњих деценија српске средњовековне државе. Са коначним падом српске средњовековне државе под турску власт сузило се подручје на коме су се могле применити одредбе Законика. Простора за његову примену било је у малим аутономним областима под млетачком влашћу као што су Грбаљ и Паштровићи. О практичном значају сведочи постојање три рукописа из овог подручја, али и језичко и терминолошко прилагођавање актуелним приликама.
Душанов законик (у старим преписима се назива Закон благовјернаго цара Стефана)), уз Законоправило светог Саве, је најважнији закон (устав) средњовековне Србије. Душанов законик је урађен на темељима Законоправила. У неким члановима цар Душан директно упућује на Законоправило (чланови 6, 8, 11, 101, 109 и 196). Једна трећина Законика је урађена по угледу на одговарајуће прописе византијског права. Велика је сличност чланова 171 и 172 Законика (који прописују независност судства) са деловима из византијског зборника Василике (књига VII, 1, 16-17), које су биле византијска прерада Јустинијановог зборника

## Политика цркве
Проглашење царства неминовно је водило променама у црквеној организацији. Пре узимања царске титуле Душан је морао да уздигне српског архиепископа на ранг патријарха и архиепископију на ранг патријаршије. У оквиру Душанове државе налазиле су се територије простране Српске архиепископије, Охридске архиепископије и бројне територије под јурисдикцијом Цариградске патријаршије. На челу Охридске архиепископије био је архиепископ Никола који је добро сарађивао са српским владарем и који је учествовао у церемонији Душановог царског крунисања. Први српски патријарх био је Јоаникије, а његова титула је била формулисана по узору на царску и гласила је патријарх Србљем и Грком. Такође су епископије уздигнуте на ранг митрополија. Цариградска патријаршија је одмах реаговала тако што је осудила ове промене. Разлог је вероватно било смењивање архијереја које је раније поставио цариградски патријарх.
Противљење овим променама достигло је врхунац 1350. године када је цариградски патријарх Калист донео одлуку о изопштењу српског цара и српског патријарха, што је довело до црквеног раскола. На освојеним византијским територијама забележено је да је смењено више архијереја, али на њихова места нису дошли Срби, већ углавном Грци који су били спремни да признају нову власт. У литургијама су се морали спомињати српски цар и патријарх.
Под српском влашћу се налазило и једно од најзначајнијих средишта православне духовности, Света гора, која је под српску власт дошла 1345. године. Пошто је Душан хтео да што пре уреди односе са Светогорцима, послао је на Атос свог логотета Хрса са задатком да у Кареји преговара са светогорским протом и његовим сабором. Новембра 1345. издата је општа хрисовуља краља Стефана Душана свим светогорским манастирима. Монаси су се обавезали да ће у својим молитвама спомињати српског владара што је заправо значило признавање његове власти. Душан је прихватио њихов услов да се на првом месту помиње име византијског цара. Српски цар је гарантовао дотадашњу аутономију Светој гори и дао јој низ економских повластица, а многим светогорским манастирима даровао је поседе. Нарочиту пажњу је посветио српском манастиру, Хиландару — Хиландарци су чешће него у претходном периоду долазили на чело светогорске заједнице. Нова српска власт донела је мир и сигурност поседима светогорских манастира.
У свом Законику, Душан наглашава своју улогу заштитника цркве и наглашава њену самосталност. У Законику се види Душанова брига да се успостави равномерно организована мрежа парохија у селима и градовима. Он се бринуо и о појединачним црквама и манастирима од Јерусалима и Синаја на истоку до Барија на западу.
Поред православног становништва, у Српском царству је живео и известан број католика, пре свега у приморским градовима од Котора до Љеша. И на Душановом двору је било католика (службеници из Котора и Дубровника, најамници, посланици, гости). У средишњим областима српске државе католика је било у рударским и трговачким насеобинама које је Душан обухватио својим Закоником. Они су могли имати своје свештенике (ово се подразумевало, па се у Законику посебно не одређује), али је било изричито забрањено да преобрате православног верника у католицизам. Није забележено да су се католички трговци жалили због верске угрожености. Највиши степен аутономије имали су католици у приморским градовима.
Душан је одржавао интензивне контакте са папом. Нарочито интензивне везе биле су са папом Иноћентијем VI, са којим је Душан преговарао о признавању папског примата. Душан је имао двоструки циљ: да угарски краљ престане са нападима на Србију и да уз папску помоћ организује борбу против Турака. Папа је послао мисију у Србију на чијем челу је био Петар Тома. У пролеће—лето 1355. Петар Тома се састао са Душаном у Крупиштима. Сведочанство о његовом боравку на српском двору оставио је Филип Мезијер. По њему је боравак Петра Томе у Србији пропраћен бројним непријатностима и његова мисија није постигла очекиване резултате. Разлог неуспеха је пре свега била промена ситуације на српско-угарској граници на којој је маја 1355. успостављен мир.

### Ктиторски утицај
Као и његови претходници, и Стефан Душан је развио широку ктиторску делатност. Прво се побринуо за манастире у којима су били сахрањени његови родитељи. Манастиру Бањска, задужбини краља Милутина, где је била сахрањена његова мајка, Душан је потврдио раније поседе и дао више нових села. После царског крунисања још једном је обдарио овај манастир. Много више пажње посветио је Дечанима, задужбини свога оца. Манастир је грађен осам година (1328—1335), па је сигурно да је Душанов удео у подизању овог манастира био велики. Између 1337. и 1339. године Душан је тешко оболео, па се заветовао да ће, ако преживи, подићи цркву и манастир у Јерусалиму. У Јеруслаиму је постојао српски манастир посвећен Светом арханђелу Михаилу, али је опште уверење да је овај манастир подигао још краљ Милутин. Овај манастир је уживао приходе од Стонског дохотка који су српским владарима плаћали Дубровчани. Српских монаха је у Душаново време било и у Богородичином манастиру на Синају.
Главна Душанова задужбина био је манастир посвећен светим арханђелима Михаилу и Гаврилу. Манастир се налазио недалеко од Призрена и ту је првобитно и Душан сахрањен. Манастир је грађен од 1347. до 1350. године. Нарочито дивљење изазивао је мозаички под који се налазио у овом манастиру. У петокуполној цркви био је припремљен царев гроб са лежећом фигуром покојника по западњачком узору. Душан је овај манастир обдарио многим поседима. Призренска тврђава је требало да служи као манастирска житница и ризница. Велику пажњу овом манастиру посветио је и Душанов наследник, цар Урош.

## Наслеђе Стефана Душана
Душанов син, Стефан Урош V помиње свог оца са поштовањем. Он није покушао да се помири са Цариградском патријаршијом што би неумитно значило осуду Душанових поступака. Таква иницијатива потекла је 1368. од деспота Угљеше. На територији његове области обновљена је јурисдикција Цариградске цркве. Тада је сигурно дошло до осуде појединих Душанових поступака. Коначна иницијатива за измирење цркава потекла је од кнеза Лазара 1375. године. Неколико података из тог времена показује да је Српска црква прихватила гледиште Цариграда о нелегитимности Душановог уздизања на царски положај и проглашавању патријаршије. У наредним деценијама, за време постојања српске средњовековне државе, није забележено постојање култа цара Душана. У званичној владарској идеологији цар се није величао, чак се није ни помињао, али његов ауторитет није опао у световним круговима и осликавао се на многе начине. Тако је повеља Стефана Душана из 1349. Дубровнику постала узор за све касније уговоре, а одредбе ове повеље сматране су неприкосновенима, док су Дубровчани својим угледним гостима ласкали тиме што су им стављали до знања да у град улазе на иста врата на која је ушао цар Душан.
Каснија летописна традиција имала је мешовит и често супротан став према цару Душану. Један број летописа настао под утицајем црквених кругова негативно се односио према Душану, други је био неутралан и ту се поједина Душанова достигнућа само помињу (нарочито ктиторска делатност), а трећа група је наговештавала каснији позитиван став према Душановој владавини.
Поред писане, у народу се неговала и усмена традиција. Једно такво предање забележио је Константин из Островице у ком се Душан приказује у негативном светлу, али не због самопроглашења за цара и осуде цариградског патријарха, већ због наводног оцеубиства. Епска народна поезија га је запамтила као цара Стјепана, међутим, овај епски лик је сасвим ван реалних историјских околности. Као и западни владари, у ритерској поезији и цар Стјепан има епизодну улогу, а главни ликови песама су његови пратиоци. У песмама о цару Стјепану појављују се многе неисторијске личности типичне за народну епику. Синтезу народне традиције и података из разних списа начинио је патријарх Пајсије када је писао Житије цара Уроша, међутим, он о Душану има врло мутне и нереалне представе.
Изван ових традиција настао је Илирски грбовник, документ који је веома утицао на касније виђење Душановог живота. Настао је у Босни између 1555. и 1595. по угледу на грбовник Светог римског царства. Као паралеле грбовима Светог римског царства и Свете римске краљевине стављени су у Илирском грбовнику грбови цара Душана и краља Уроша. У оба сложена грба налазило се поред двоглавог орла још и 10 земаљских грбова: Македоније, Илирије, Босне, Далмације, Хрватске, Славоније, Бугарске, Србије, Рашке и Приморја. Овај грбовник представљао је Душана и Уроша као владаре некадашњег Илирског царства. Грбовник је касније служио за доказивање племенитог порекла, а цар Стјепан у народној поезији јачао је његов ауторитет. И поред богате рукописне традиције, утицај овог дела морао је бити ограничен због малог броја копија (познато их је 25).
Дубровчанин Мавро Орбин укључио је и штампао у црно-белој техници наводни Душанов грб и још девет грбова из Илирског грбовника у делу Краљевство Словена из 1601. године. Орбин је веома позитивно оцртао Душанов лик и дело. Краљевство Словена штампано је на италијанском језику и служило је као главни извор информација западноевропским научницима за старију историју Јужних Словена.
Краљевство Словена и Илирски грбовник коришћени су као извор за доцније грбовнике од којих је најпознатији Стематографија Павла Ритера-Витезовића (1702). Он није штампао Душанов грб али је у наративном делу говорио о Душановом царству. Он се Душаном бавио и у делу Serbia Illustrantia. Христифор Жефаровић је 1741. године приредио посрбљену Стематографију где су репродуковани сви грбови. Душан је у овом делу добио значајно место. Један Душанов портрет налази се испред насловне стране и приказује цара-коњаника у тријумфу са натписом Силни Стефан. Око Душана распоређено је 20 земаљских грбова од којих добар део са именима античких провинција. Ове хералдичке представе имале су утицаја на касније преписе Законика у којима се додају ове хералдичке представе. По речима Симе Ћирковића Душан је из реалне српске средине (...) померен у неки балканско-подунавски простор омеђен више хералдичким фикцијама него присуством православног хришћанског народа.
Рани писци српске историје, иако су наглашавали да се труде да пишу према изворима, били су под великим утицајем идеја свога времена. Они су настојали да усагласе две традиције: једну из повеља и службених аката и другу из родослова и наративних списа. Од раних историчара највише података о Душану пружио је Јован Рајић (1726—1801) који му је посветио 50 страница свог дела. Он је сакупио велики број података о Душану али их је слабо распоредио. Рајићево дело остварило је велики утицај на српску културну средину јер је деценијама било главни извор информација о српској прошлости.
По обнављању српске државе у 19. веку наглашаван је континуитет са српском средњовековном државом која је своје најсјајније тенутке доживела за време цара Душана. Славна прошлост изгледала је као јемство блиставе будућности. Код српске интелигенције и грађанства у Угарској појавили су се амбициозни политички програми чији је циљ, по речима Јакова Игњатовића, био да се ослободи српски народ у Турској и да се узобнови српска држава, Душаново царство. Снажењу националног култа цара Душана допринео је и Игњатовић својим делима Душан, српска слава (1862) и Мисли о српском народу (1854—1855) Ослањајући се на Рајићево дело он је обликовао Душанов лик према идеалима свога времена. По њему су Турци, а не Византија били главни Душанов противник.
Обнова Душановог царства стећи ће своје место и у политичким програмима Кнежевине Србије са Начертанијем Илије Гарашанина. У многим круговима Срба како у Кнежевини Србији тако и у турском и аустријском царству обнова Српског царства сматрана је за највиши идеал српске политике.

### Легенде
Према народним легендама, а које су се најчешће преносиле кроз епску поезију, цар Душан је пречесто осуђиван за смрт Стефана Дечанског. Из ове осуде уследиле су и друге, као легенда о тзв. „проклетству Душанових каснијих потомака”.

## Породично стабло
| \| \| \| \| \| \| \| \| \| \| \| 8. Стефан Урош I \| \| \| \| \| \| \| \| \| \| \| \| \| \| \| \| \| \| \| \| \| \| \| \| \| \| \| \| \| \| \| \| \| \| \| \| \| \| \| \| \| \| \| \| \| \| \| \| \| \| \| 4. Стефан Милутин \| \| \| \| \| \| \| \| \| \| \| \| \| \| \| \| \| \| \| \| \| \| \| \| \| \| \| \| \| \| \| \| \| \| \| \| \| \| \| \| \| \| \| \| \| \| \| \| \| \| \| \| \| \| \| \| \| \| \| \| 9. Јелена Анђел \| \| \| \| \| \| \| \| \| \| \| \| \| \| \| \| \| \| \| \| \| \| \| \| \| \| \| \| \| \| \| \| \| \| \| \| \| \| \| \| \| \| \| \| \| \| \| \| \| \| \| \| \| \| \| \| \| \| \| \| 2. Стефан Урош III \| \| \| \| \| \| \| \| \| \| \| \| \| \| \| \| \| \| \| \| \| \| \| \| \| \| \| \| \| \| \| \| \| \| \| \| \| \| \| \| \| \| \| \| \| \| \| \| \| \| \| \| \| \| \| \| \| \| \| \| 10. Ђорђе I Тертер \| \| \| \| \| \| \| \| \| \| \| \| \| \| \| \| \| \| \| \| \| \| \| \| \| \| \| \| \| \| \| \| \| \| \| \| \| \| \| \| \| \| \| \| \| \| \| \| \| \| \| \| \| \| \| \| \| \| \| \| 5. Ана Тертер \| \| \| \| \| \| \| \| \| \| \| \| \| \| \| \| \| \| \| \| \| \| \| \| \| \| \| \| \| \| \| \| \| \| \| \| \| \| \| \| \| \| \| \| \| \| \| \| \| \| \| \| \| \| \| \| \| \| \| \| 11. Кира Марија Асен \| \| \| \| \| \| \| \| \| \| \| \| \| \| \| \| \| \| \| \| \| \| \| \| \| \| \| \| \| \| \| \| \| \| \| \| \| \| \| \| \| \| \| \| \| \| \| \| \| \| \| \| \| \| \| \| \| \| \| \| 1. Стефан Душан \| \| \| \| \| \| \| \| \| \| \| \| \| \| \| \| \| \| \| \| \| \| \| \| \| \| \| \| \| \| \| \| \| \| \| \| \| \| \| \| \| \| \| \| \| \| \| \| \| \| \| \| \| \| \| \| \| \| \| \| \| \| \| \| \| \| \| \| \| \| \| \| \| \| \| \| \| \| \| \| \| \| \| \| \| \| \| \| \| \| \| \| \| \| \| \| \| \| \| \| \| \| \| \| \| \| \| \| \| \| \| \| \| \| \| \| \| \| \| \| 6. Смилец \| \| \| \| \| \| \| \| \| \| \| \| \| \| \| \| \| \| \| \| \| \| \| \| \| \| \| \| \| \| \| \| \| \| \| \| \| \| \| \| \| \| \| \| \| \| \| \| \| \| \| \| \| \| \| \| \| \| \| \| \| \| \| \| \| \| \| \| \| \| \| \| \| \| \| \| \| \| \| \| \| \| \| \| \| \| \| \| \| \| \| \| \| \| \| \| \| \| \| \| \| \| \| \| \| \| \| \| \| \| \| \| \| \| \| \| \| \| \| \| 3. Теодора Смилец \| \| \| \| \| \| \| \| \| \| \| \| \| \| \| \| \| \| \| \| \| \| \| \| \| \| \| \| \| \| \| \| \| \| \| \| \| \| \| \| \| \| \| \| \| \| \| \| \| \| \| \| \| \| \| \| \| \| \| \| 14. Константин Палеолог (полубрат Михаила VIII) \| \| \| \| \| \| \| \| \| \| \| \| \| \| \| \| \| \| \| \| \| \| \| \| \| \| \| \| \| \| \| \| \| \| \| \| \| \| \| \| \| \| \| \| \| \| \| \| \| \| \| \| \| \| \| \| \| \| \| \| 7. Смилцена \| \| \| \| \| \| \| \| \| \| \| \| \| \| \| \| \| \| \| \| \| \| \| \| \| \| \| \| \| \| \| \| \| \| \| \| \| \| \| \| \| \| \| \| \| \| \| \| \| \| \| \| \| \| \| \| \| \| \| \| 15. Ирина Комнин \| \| \| \| \| \| \| \| \| \| \| \| \| \| \| \| \| \| \| \| \| \| \| \| \| \| \| \| \| \| \| \| \| \| \| \| \| \| \| \| \| \| \| |                                                 |  |  |  |  |  |  |  |  |                  |  |  |  |
| |                                                 |  |  |  |  |  |  |  |  | 8. Стефан Урош I |  |  |  |
| |                                                 |  |  |  |  |  |  |  |  |                  |  |  |  |
| |                                                 |  |  |  |  |  |  |  |  |                  |  |  |  |
| |                                                 |  |  |  |  |  |  |  |  |                  |  |  |  |
| | 4. Стефан Милутин                               |  |  |  |  |  |  |  |  |                  |  |  |  |
| |                                                 |  |  |  |  |  |  |  |  |                  |  |  |  |
| |                                                 |  |  |  |  |  |  |  |  |                  |  |  |  |
| |                                                 |  |  |  |  |  |  |  |  |                  |  |  |  |
| | 9. Јелена Анђел                                 |  |  |  |  |  |  |  |  |                  |  |  |  |
| |                                                 |  |  |  |  |  |  |  |  |                  |  |  |  |
| |                                                 |  |  |  |  |  |  |  |  |                  |  |  |  |
| |                                                 |  |  |  |  |  |  |  |  |                  |  |  |  |
| | 2. Стефан Урош III                              |  |  |  |  |  |  |  |  |                  |  |  |  |
| |                                                 |  |  |  |  |  |  |  |  |                  |  |  |  |
| |                                                 |  |  |  |  |  |  |  |  |                  |  |  |  |
| |                                                 |  |  |  |  |  |  |  |  |                  |  |  |  |
| | 10. Ђорђе I Тертер                              |  |  |  |  |  |  |  |  |                  |  |  |  |
| |                                                 |  |  |  |  |  |  |  |  |                  |  |  |  |
| |                                                 |  |  |  |  |  |  |  |  |                  |  |  |  |
| |                                                 |  |  |  |  |  |  |  |  |                  |  |  |  |
| | 5. Ана Тертер                                   |  |  |  |  |  |  |  |  |                  |  |  |  |
| |                                                 |  |  |  |  |  |  |  |  |                  |  |  |  |
| |                                                 |  |  |  |  |  |  |  |  |                  |  |  |  |
| |                                                 |  |  |  |  |  |  |  |  |                  |  |  |  |
| | 11. Кира Марија Асен                            |  |  |  |  |  |  |  |  |                  |  |  |  |
| |                                                 |  |  |  |  |  |  |  |  |                  |  |  |  |
| |                                                 |  |  |  |  |  |  |  |  |                  |  |  |  |
| |                                                 |  |  |  |  |  |  |  |  |                  |  |  |  |
| | 1. Стефан Душан                                 |  |  |  |  |  |  |  |  |                  |  |  |  |
| |                                                 |  |  |  |  |  |  |  |  |                  |  |  |  |
| |                                                 |  |  |  |  |  |  |  |  |                  |  |  |  |
| |                                                 |  |  |  |  |  |  |  |  |                  |  |  |  |
| |                                                 |  |  |  |  |  |  |  |  |                  |  |  |  |
| |                                                 |  |  |  |  |  |  |  |  |                  |  |  |  |
| |                                                 |  |  |  |  |  |  |  |  |                  |  |  |  |
| |                                                 |  |  |  |  |  |  |  |  |                  |  |  |  |
| | 6. Смилец                                       |  |  |  |  |  |  |  |  |                  |  |  |  |
| |                                                 |  |  |  |  |  |  |  |  |                  |  |  |  |
| |                                                 |  |  |  |  |  |  |  |  |                  |  |  |  |
| |                                                 |  |  |  |  |  |  |  |  |                  |  |  |  |
| |                                                 |  |  |  |  |  |  |  |  |                  |  |  |  |
| |                                                 |  |  |  |  |  |  |  |  |                  |  |  |  |
| |                                                 |  |  |  |  |  |  |  |  |                  |  |  |  |
| |                                                 |  |  |  |  |  |  |  |  |                  |  |  |  |
| | 3. Теодора Смилец                               |  |  |  |  |  |  |  |  |                  |  |  |  |
| |                                                 |  |  |  |  |  |  |  |  |                  |  |  |  |
| |                                                 |  |  |  |  |  |  |  |  |                  |  |  |  |
| |                                                 |  |  |  |  |  |  |  |  |                  |  |  |  |
| | 14. Константин Палеолог (полубрат Михаила VIII) |  |  |  |  |  |  |  |  |                  |  |  |  |
| |                                                 |  |  |  |  |  |  |  |  |                  |  |  |  |
| |                                                 |  |  |  |  |  |  |  |  |                  |  |  |  |
| |                                                 |  |  |  |  |  |  |  |  |                  |  |  |  |
| | 7. Смилцена                                     |  |  |  |  |  |  |  |  |                  |  |  |  |
| |                                                 |  |  |  |  |  |  |  |  |                  |  |  |  |
| |                                                 |  |  |  |  |  |  |  |  |                  |  |  |  |
| |                                                 |  |  |  |  |  |  |  |  |                  |  |  |  |
| | 15. Ирина Комнин                                |  |  |  |  |  |  |  |  |                  |  |  |  |
| |                                                 |  |  |  |  |  |  |  |  |                  |  |  |  |
| |                                                 |  |  |  |  |  |  |  |  |                  |  |  |  |

## Галерија
- Фреска из цркве Светог Димитрија у Пећкој Патријаршији
- Границе српског царства по Луису Етиенеу
- Гранце Српског царства по Густаву Дројсену
- Границе Српског царства по Андрији Тиерсу
- Дивелион цара Душана
- Застава коњице цара Душана
- Котласти шлем на Душановом царском новцу
- Династички грб Немањића
- Застава српског царства 1339. (реконструкција)
- Застава Српског царства на Хиландару
- Круна Цара Душана
- Тањир цара Душана и натпис на њему
- Јов Василијевич: Цар Душан са грбовима српских земаља (око 1750).
- Свети Урош цар Српски, Нова искра (1899)

## Извори и литература